# War of the Worlds (2015)
L'édition 2015 de War of the Worlds est un pay-per-view de catch produit par la Ring of Honor (ROH) et par la New Japan Pro Wrestling (NJPW), qui est disponible uniquement en ligne et par Ustream. Cette manifestation de catch se déroulera les 12 et 13 mai 2014 au 2300 Arena à Philadelphie en Pennsylvanie. Ce sera la 2e édition de War of the Worlds de l'histoire de la ROH. C'est également le troisième pay-per-view qui s'effectue en collaboration entre la ROH et la NJPW, après l'édition 2014 de ce spectacle.

## Production
Le 4 janvier 2015, lors de Wrestle Kingdom 9, la New Japan Pro Wrestling annonce pour la deuxième année consécutive la production de deux shows événementiels entre les deux fédérations. Le 25 février, la Ring of Honor annonce qu'il y aura finalement trois spectacles co-produits par les deux fédérations cette année, dont deux dates prévues pour Global Wars 2015. Le 8 mars, la ROH décide d'étaler finalement ce spectacle sur deux jours, après la vente de la plupart des places disponibles pour le 13 mai.

## Contexte
Les spectacles de la Ring of Honor en paiement à la séance sont constitués de matchs aux résultats prédéterminés par les scénaristes de la ROH. Ces rencontres sont justifiées par des storylines - une rivalité avec un catcheur, la plupart du temps - ou par des qualifications survenues au cours de shows précédant l'évènement. Tous les catcheurs possèdent un gimmick, c'est-à-dire qu'ils incarnent un personnage face (gentil) ou heel (méchant), qui évolue au fil des rencontres. Un pay-per-view comme War of the Worlds est donc un événement tournant pour les différentes storylines en cours.

## Matchs

### Première soirée
| #                                                                | Matchs, | Stipulation              | Durée |
| ---------------------------------------------------------------- | --- | ------------------------ | ----- |
| 1                                                                | Gedo bat Delirious | Match simple             | 6:55  |
| 2                                                                | Roderick Strong bat KUSHIDA | Match simple             | 16:20 |
| 3                                                                | Jay Lethal (avec Truth Martini, J. Diesel et Donovan Dijak) bat Watanabe | Match simple             | 11:05 |
| 4                                                                | The Young Bucks (Nick Jackson & Matt Jackson) battent The Kingdom (Michael Bennett & Matt Taven) (avec Maria Kanellis) et The Addiction (Frankie Kazarian & Christopher Daniels) (avec Chris Sabin) | Three Way Tag Team match | 14:02 |
| 5                                                                | Tetsuya Naito bat Michael Elgin | Match simple             | 10:48 |
| 6                                                                | reDRagon (Kyle O'Reilly & Bobby Fish) battent Jushin Thunder Liger & Hiroshi Tanahashi | Match par équipe         | 11:29 |
| 7                                                                | A.J. Styles bat Adam Cole | Match simple             | 15:45 |
| 8                                                                | Chaos (Kazuchika Okada & Shinsuke Nakamura) battent The Briscoe Brothers (Jay Briscoe & Mark Briscoe)                                                                                               | Match par équipe         | 18:11 |
| (c) désigne le(s) champion(s) défendant son titre dans le match. | |                          |       |

### Deuxième soirée
| #                                                                | Matchs, | Stipulation                                 | Durée |
| ---------------------------------------------------------------- | --- | ------------------------------------------- | ----- |
| Dark                                                             | J. Diesel (avec Truth Martini) bat The Romantic Touch                                                                                        | Match simple                                |       |
| 1                                                                | Adam Page (avec Colby Corino) bat Watanabe                                                                                                   | Match simple                                | 11:35 |
| 2                                                                | Michael Elgin bat KUSHIDA | Match simple                                | 13:29 |
| 3                                                                | Tetsuya Naito bat Kyle O'Reilly (avec Bobby Fish)                                                                                            | Match simple                                | 14:18 |
| 4                                                                | Shinsuke Nakamura bat Jay Lethal (avec Truth Martini, J. Diesel et Donovan Dijak), Jushin Thunder Liger et Mark Briscoe                      | Four Corners Survival match                 | 16:29 |
| 5                                                                | Hiroshi Tanahashi bat Roderick Strong | Match simple                                | 16:57 |
| 6                                                                | The Addiction (Christopher Daniels & Frankie Kazarian) (avec Chris Sabin) battent Chaos (Kazuchika Okada & Gedo)                             | Match par équipe                            | 15:37 |
| 7                                                                | Jay Briscoe (c) bat Bobby Fish (avec Kyle O'Reilly)                                                                                          | Match simple pour le ROH World Championship | 17:29 |
| 8                                                                | The Kingdom (Adam Cole, Michael Bennett et Matt Taven) (avec Maria Kanellis) battent Bullet Club (A.J. Styles, Matt Jackson et Nick Jackson) | Six Man Tag Team match                      | 16:50 |
| (c) désigne le(s) champion(s) défendant son titre dans le match. | |                                             |       |